# Punctation
La punctation est un terme de droit allemand des contrats.
Le terme punctation, issu du mot latin punctatio, en allemand désigne une pratique (Punktation) juridique qui consiste à élaborer, point par point, un contrat, par le moyen d'accords partiels. La conclusion du contrat est donc étalée dans le temps.

## Déroulement
Les parties commencent leurs négociations en dehors de tout contrat de négociation.
Ces négociations portent sur un ensemble de clauses contractuelles.
Les parties poursuivent leurs négociations, et contractent un accord de punctation, qui les oblige à terminer la négociation dans ce cadre contractuel.
Les parties doivent avoir au préalable contracté un accord partiel relativement négocié à propos duquel elles s'engagent dans le cadre d'une négociation appelée « punctation ».
Les parties s’obligent par la punctation, comme elles s'obligent par l'accord de principe.
Ainsi, la punctation donne naissance à une obligation de négocier de bonne foi, et loyalement, dans le cadre de la poursuite des négociations.
Elles s'engagent par la punctation à compléter l'accord partiel auquel elles étaient parvenues en dehors de cet accord de négociation.